# ذا عصايد (السوم)

تعديل مصدري - تعديل

ذا عصايد هي إحدى قرى عزلة السوم بمديرية السوم التابعة لمحافظة حضرموت، بلغ تعداد سكانها 92 نسمة حسب تعداد اليمن لعام 2004.